# Dina Sfat
Pour les articles homonymes, voir Kutner.
Dina Sfat, de son vrai nom Dina Kutner de Souza, née le 28 octobre 1938 à São Paulo et décédée le 20 mars 1989 à Rio de Janeiro, est une actrice de cinéma et de télévision brésilienne.

## Carrière

### Télévision
- 1984: Rabo de Saia : Eleuzina